# Асперхофен
Асперхофен (нем. Asperhofen) — ярмарочная коммуна (нем. Marktgemeinde) в Австрии, в федеральной земле Нижняя Австрия.
Входит в состав округа Санкт-Пёльтен. Население составляет 1879 человек (на 31 декабря 2005 года). Занимает площадь 28,85 км². Официальный код — 31902.

## Политическая ситуация
Бургомистр коммуны — Йозеф Эккер (АНП) по результатам выборов 2005 года.
Совет представителей коммуны (нем. Gemeinderat) состоит из 19 мест.
- АНП занимает 13 мест.
- Партия L. KISSER занимает 3 места.
- СДПА занимает 2 места.
- АПС занимает 1 место.